# Lliga de la Pau i la Llibertat
La Lliga de la Pau i la Llibertat va ser una organització promotora del pacifisme i el federalisme europeu, fundada a Ginebra el 1867 pel saintsimonià Charles Lemonnier. El seu lema va ser «si vis pacem, para libertatem».
El seu congrés inaugural originalment va ser previst pel 5 de setembre de 1867 a Ginebra. Emile Acollas va crear el Comitè Organitzador de la Lliga que va obtenir el suport de John Stuart Mill, Élisée Reclus i el seu germà Élie Reclus. Altres partidaris notables incloïen a activistes, revolucionaris i intel·lectuals de l'època com Victor Hugo, Giuseppe Garibaldi, Louis Blanc, Edgar Quinet, Jules Favre i Alexander Herzen. Deu mil persones de tot Europa van signar peticions en suport a aquest congrés.
També va comptar amb la participació de l'Associació Internacional de Treballadors (AIT), convidant a les seccions de la Internacional i als seus líders, incloent a Karl Marx, per assistir al Congrés. La Lliga va decidir ajornar l'obertura del congrés fins al 9 de setembre, amb l'objectiu que els delegats del Congrés de Lausana de l'AIT (que es va celebrar al 2-8 setembre) poguessin prendre-hi part. Mikhaïl Bakunin també va jugar un rol prominent en la Conferència de Gènova, i va integrar el Comitè Central.
La conferència de fundació va tenir una assistència de 6.000 persones.